# John Burden (cầu thủ bóng đá)
John R. Burden là một cầu thủ bóng đá người Anh. Là một hậu vệ trái, ông thi đấu 34 trận tại Football League cho Blackpool, câu lạc bộ duy nhất được biết đến của ông, năm 1900 và 1901. Ông có 30 lần ra sân ở mùa giải 1900–01; thêm 4 lần tại mùa giải kế tiếp.